# Kanton Arc-en-Barrois
Kanton Arc-en-Barrois (fr. Canton d'Arc-en-Barrois) byl francouzský kanton v departementu Haute-Marne v regionu Champagne-Ardenne. Tvořilo ho 10 obcí. Zrušen byl po reformě kantonů 2014.

## Obce kantonu
- Arc-en-Barrois
- Aubepierre-sur-Aube
- Bugnières
- Coupray
- Cour-l'Évêque
- Dancevoir
- Giey-sur-Aujon
- Leffonds
- Richebourg
- Villiers-sur-Suize